# K11
Il K11 (in cinese K11购物艺术中心; in pinyin: K11 Gòuwù Yìshù Zhōngxīn  è un grattacielo situato Shanghai, in Cina. Progettato, su commissione del miliardario hongkonghese Adrian Cheng, dagli architetti Bergman e Hamann, è stato completato nel 2002.